# Мирольда
Мирольда (фр. Gouffre Mirolda или Gouffre Mirolda — Lucien Bouclier) — пещера в альпийской области Верхняя Савойя, Франция. Одна из глубочайших пещер мира (−1626/1733 м), первая по глубине пещера Франции.

## История исследований
В 1990 году глубина пещеры составляет 1221 м.
В январе 1998 года Мирольда достигла глубины −1610 м, обойдя на 8 метров расположенную по соседству пропасть Жан-Бернар и стала глубочайшей пещерой планеты.
В августе того же 1998 года глубочайшей пещерой становится австрийская Лампрехтсофен с результатом −1632 м. А в 2001 году Мирольду отодвигает на 3-е место пещера Крубера-Воронья на Кавказе, глубина которой составила −1710 м.
В январе 2003 года, после прохождения группой четырёх спелеологов сложного сифона на дне пещеры, Мирольда вновь становится глубочайшей −1733 м, однако уже через год, в 2004 году безнадёжно уступает Крубера-Вороньей. Но ещё в период первенства появляются сообщения, что по геологическим предпосылкам разгрузка Мирольды не может быть ниже отметки 710 м н.у.м., а с учётом того, что высота верхнего входа в систему известна (2336 м), глубина Мирольды не может быть больше 2336—710=1626 м. Было сделано предположение, что в давно известной части Мирольды при топосъёмке была допущена ошибка более чем на 100 м по вертикали (и, стало быть, она вообще никогда не была глубочайшей: отметка −1610 соответствует лишь −1500 м). И хотя никаких новых измерений не было проведено, а ошибка не была явно найдена, глубина Мирольды в большинстве источников указывается −1626 м, что соответствует 5-й позиции среди глубочайших пещер мира.